# セリタ・エバンクス
セリタ・エバンクス（Selita Ebanks、1983年2月15日 - ）は、ケイマン諸島出身の女性ファッションモデル。
176.5センチメートル・84-61-86.5。ネイティブアメリカン、アイルランド系アメリカ人、およびアフリカ系アメリカ人の混血。
なによりファッションブランド「ビクトリアズ・シークレット」の広告塔の一員としての活動から著名。いわゆるスーパーモデルにあたる。

## 来歴

### 生い立ち
ジャマイカ人の父とケイマン人の母のもとグランドケイマン島のジョージタウン に生まれ、7人兄弟を擁する大家族のもとで育った。やがてニューヨークのスタテンアイランドに移住し、現地の高校からコロンビア大学ならびにニューヨーク大学へ進学。

### モデル業

#### 黎明
モデル活動の萌芽を迎えたのは2000年―17歳のとき で、ニュージャージーのシックスフラッグスグレートアドベンチャー遊園地の入場口付近でエリート・モデル・マネジメントの関係者から声を掛けられたことをきっかけにプロのモデル業を開始。2001年2月にファッションブランド「テューラ」のショーでデビューした。

#### 勃興後

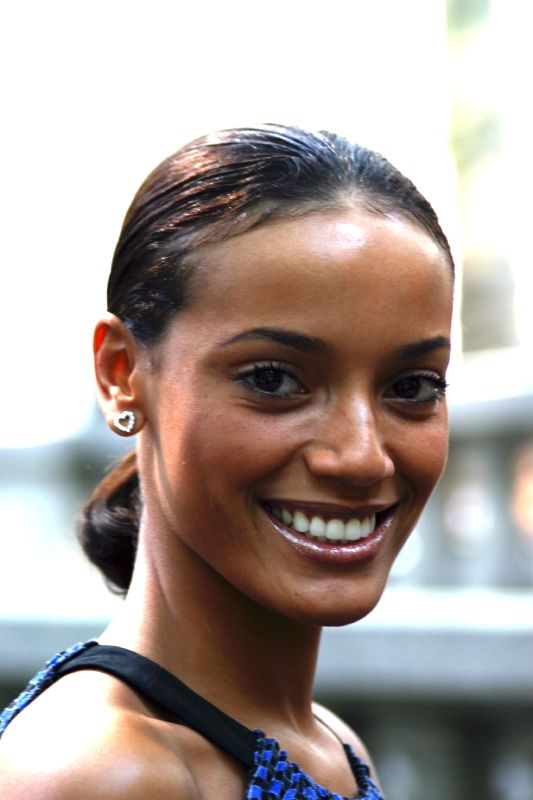
ファッションウィークに笑顔を見せるエバンクス、2007年

2005年からビクトリアズ・シークレットのモデルとして活動。同ブランドの“エンジェル”（広告塔モデル）を2009年の前半頃まで務めたほか、ニーマン・マーカスやラルフ・ローレンなどといったブランドの仕事もこなし、『スポーツ・イラストレイテッド』、『ヴォーグ』、『グラマー』、『マリ・クレール』、『ナイロン』などの雑誌への登場もしばしば見せてきた。
ビクトリアズ・シークレット関連では、ハイジ・クルム、タイラ・バンクス、イザベル・グラール、アドリアナ・リマ、カロリナ・クルコヴァなどといったモデルらとたびたび仕事をともにしてきた。2005年にはタイラ・バンクスが司会を担うテレビ番組『タイラ・バンクス・ショー』への出演も見せている。
2007年には米誌『ピープル』の企画「世界で最も美しい100名」にその名が登場。さらにその翌2008年にはフォーブス誌の調査による「世界で最も稼ぐモデル」の一覧にその名が登場している（270万ドルで12位）。

## 私生活
ニューヨーク在住。故郷に発起した「スターダム・ユース・ファンデーション」(Stardom Youth Foundation)の運営活動などもあって、ニューヨークとロサンゼルス、そしてケイマン諸島を行き来する生活を送ってきた。

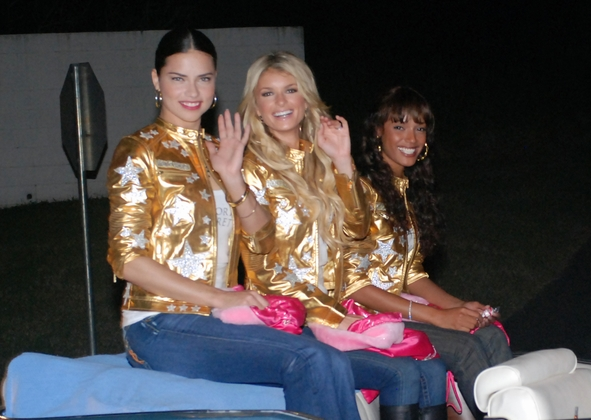
アドリアナ・リマ（左）ならびにマリサ・ミラー（中）とともにビクトリアズ・シークレットのモデルとしてキューバのグアンタナモ米軍基地を慰労に訪れた2007年のエバンクス

### 慈善
故郷ケイマン諸島では水夫互助団体への参加やそれを通しての児童福祉などの慈善活動を行ってきたほか、2008年にシエラレオネを旅行したのをきっかけに、「ウーマンズ・コーリション・フォー・エンパワーメント・アンド・オポチュニティー」(Women’s Coalition for Empowerment and Opportunity)という慈善団体を設立。この団体を通じて内戦下にあるアフリカ諸国の女性達への支援活動を行ってきた。

### 副業
「スターダム・ユース・ファンデーション」(Stardom Youth Foundation)という芸能養成校を2004年に開業。立地は自身の生誕地ケイマンで、10代の少年少女ら向けに実務指導を行ってきた。

### 恋愛
2007年の初め頃にマイアミのスーパーボウルの現場でラッパーのニック・キャノンと出会い交際を開始、同年5月に婚約。5ヶ月で解消した。